# Àrea Marítima

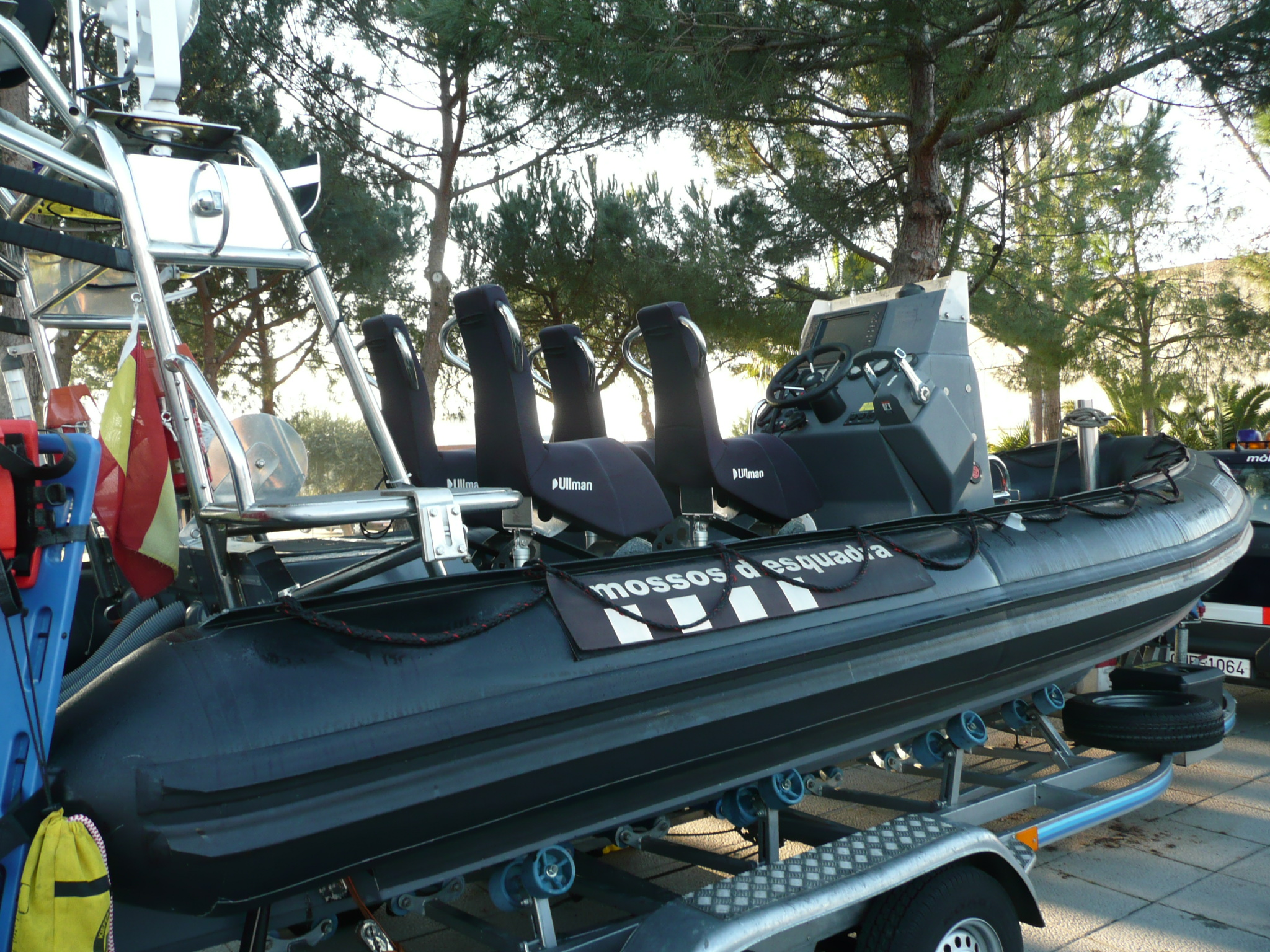
Embarcació pneumàtica semirígida.

L'Àrea Marítima és una de les tres peculiars àrees de la Comissaria General d'Intervenció que ofereixen els seus serveis altament especialitzats a la resta d'àrees del cos de Mossos d'Esquadra. Actuen en el medi aquàtic tant en aigües interiors (rius, canals, embassaments…) com marítimes (al litoral), de difícil accés per la resta del cos.

## Funcions

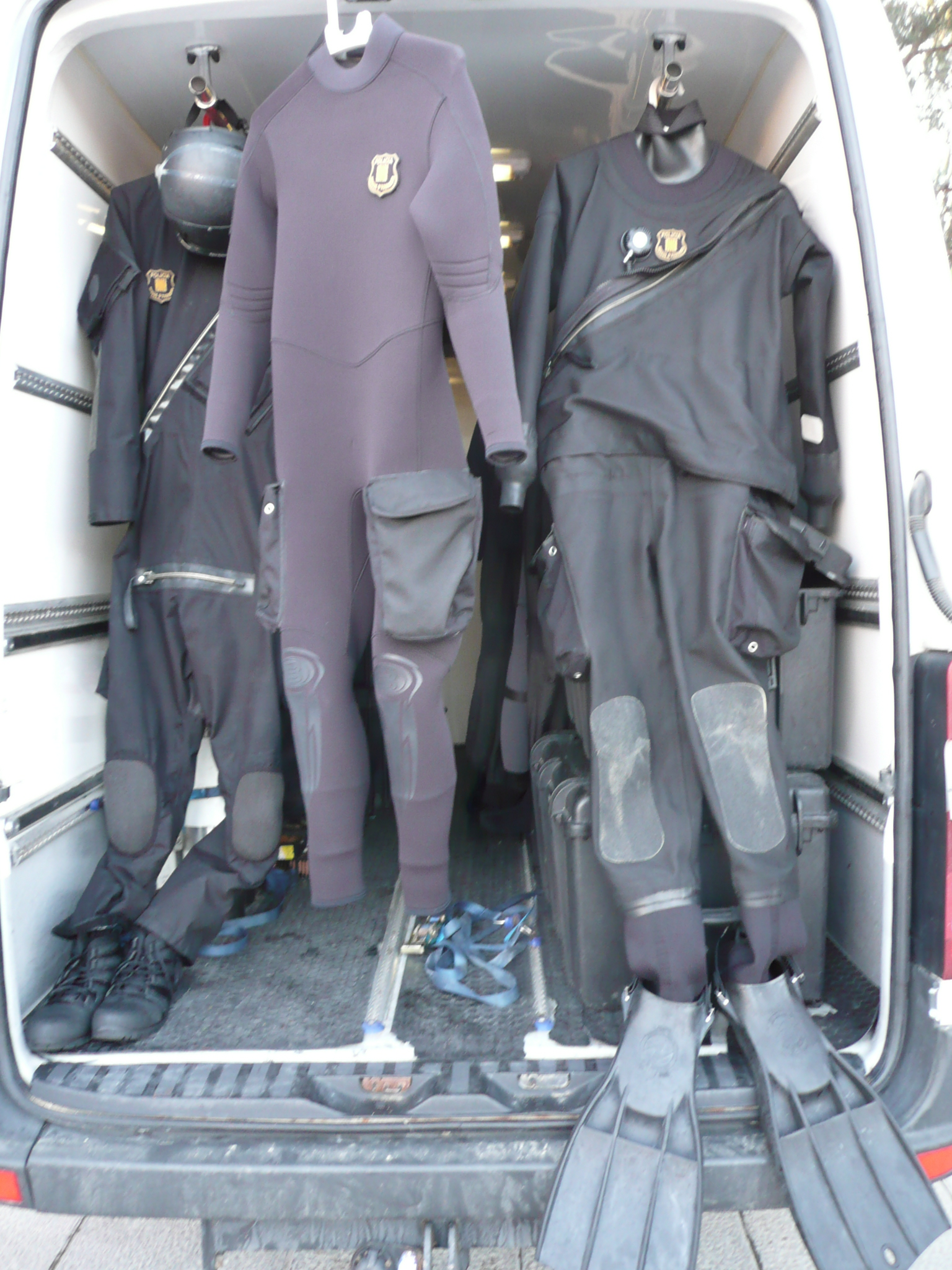
Vestit de neoprè i vestit sec.

Concretament l'Àrea Marítima executa a la pràctica les tasques encomanades a la Comissaria General que li són pròpies:
1. Les tasques de seguretat preventives i reactives en activitats subaquàtiques.

Més detalladament els seus serveis poden ser qualsevol dels següents:
- La recerca de víctimes mortals i proves delictives enfonsades sota l'aigua, i que per tant es troben fora de l'abast dels agents de policia científica.
- Prevenir i evitar situacions de risc per a les persones en aquests ambients.
- Executar inspeccions tecnicopolicials i reportatges gràfics de zones submergides.
- Registrar instal·lacions submergides i embarcacions.
- Detectar artefactes explosius amagats.
- Participar d'operacions contra les activitats delictives de drogues i robatoris.
- Proporcionar suport en ocasions de grans esdeveniments a les costes catalanes i de seguretat a les personalitats.

## Funcionament

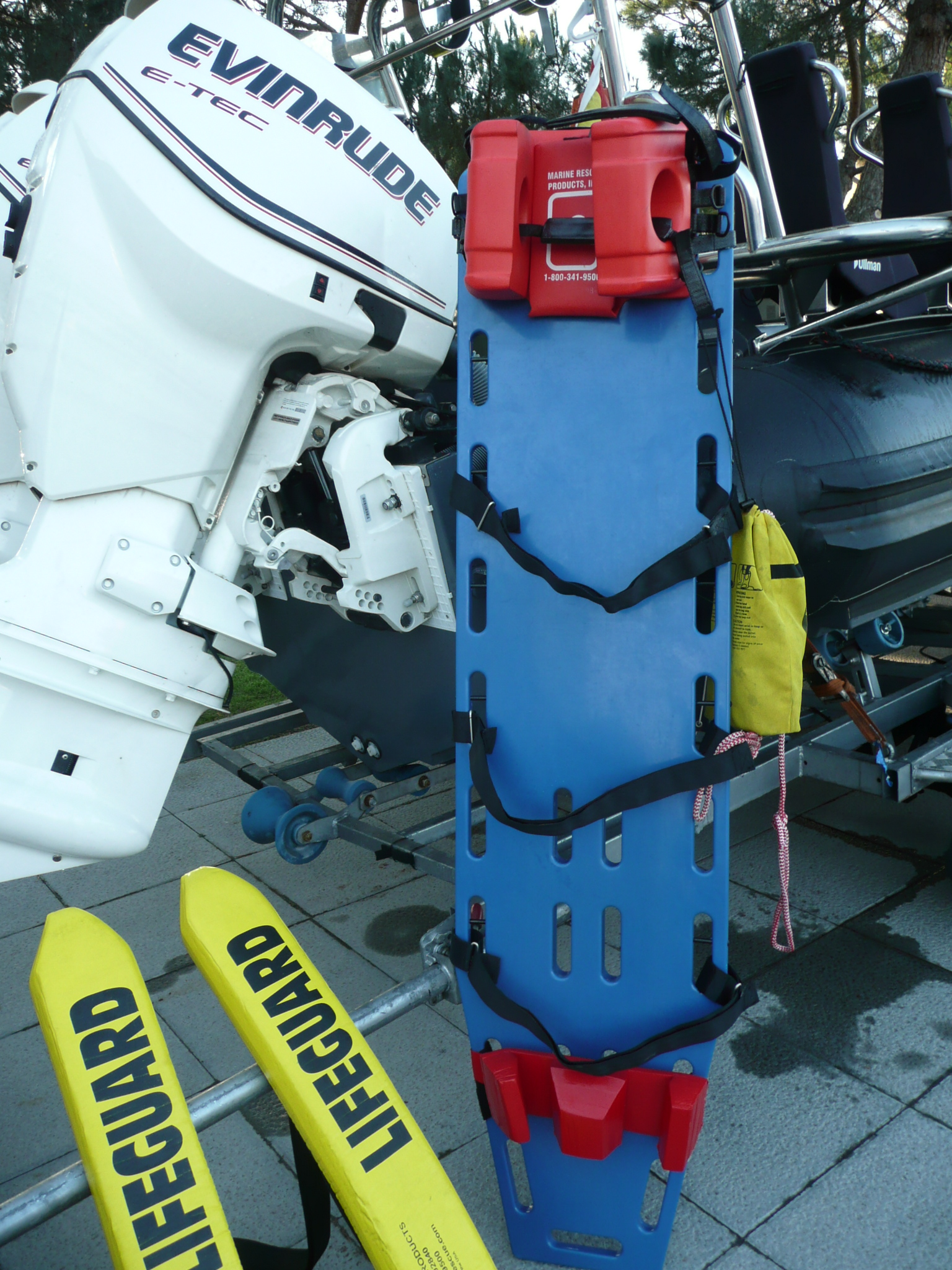
Taulell espirall per transportar cossos.

L'àrea és dirigida per un Inspector amb funcions de cap de servei i amb el suport d'un sergent sostscap i un agent amb titulació de capità de la marina mercant amb funcions d'assessor tècnic i de coordinació. Actualment (setembre 2023) el cos compta amb tres bases als ports catalans cobrint tres sectors diferents de la costa catalana:
- Port de Palamós (sector Nord)
- Port de Vilanova i la Geltrú (sector Central)
- Port de l'Atmetlla de Mar (sector Sud)

A cada una de les diferents bases hi treballen: un sergent cap d'unitat, tres caporals i sis agents. A més també formen part de l'àrea 16 efectius de la antiga Unitat Subaquàtica que treballen tant en aigües marítimes com interiors.

## Embarcacions
L'Àrea Marítima compta amb un total de sis embarcacions de tipologies diverses dividides de la següent manera:
- Una Moto d'aigua
- Dos bots inflables semirígids

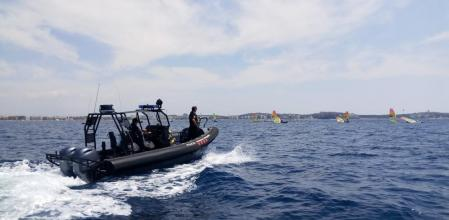

Repartides en les diferents bases, l'àrea compta amb tres embarcacions patrulleres adquirides l'any 2021 amb les següents característiques:

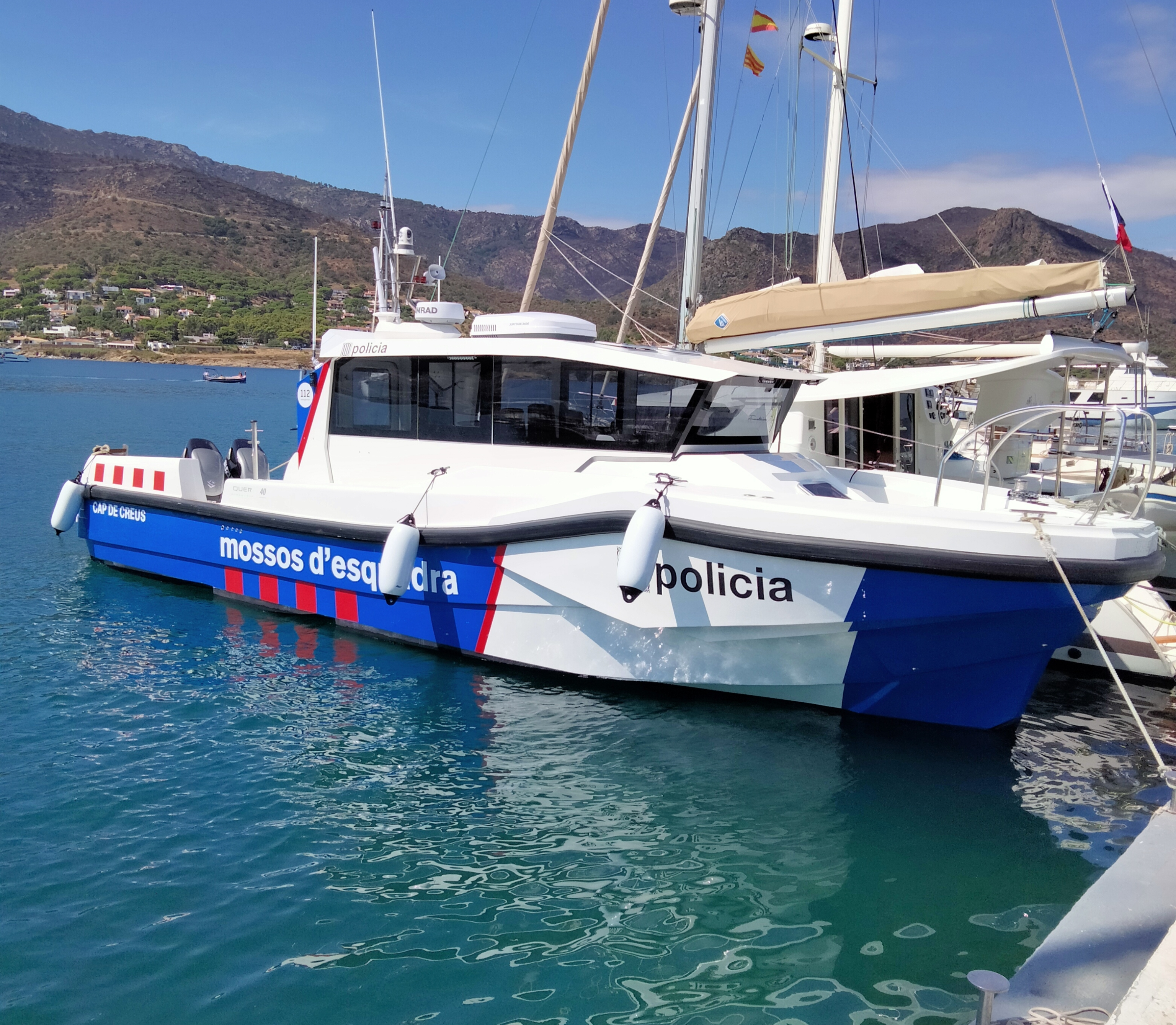
Patrullera Cap de Creus

| Marca          | Quer                                                       |
| Eslora         | 12,83 metres                                               |
| Mànega         | 3,53 mànega                                                |
| Pes            | 7,8 tones                                                  |
| Calat          | Menys de 0,69 metres                                       |
| Capacitat      | 6 persones                                                 |
| Potència Motor | 2 motors de 350 cv                                         |
| Velocitat      | 50,1 nusos velocitat màxima 40,1 nusos velocitat de creuer |
| Noms           | Cap de Creus, Josefina Castellví i Narcís Monturiol        |